# Família Gramacho

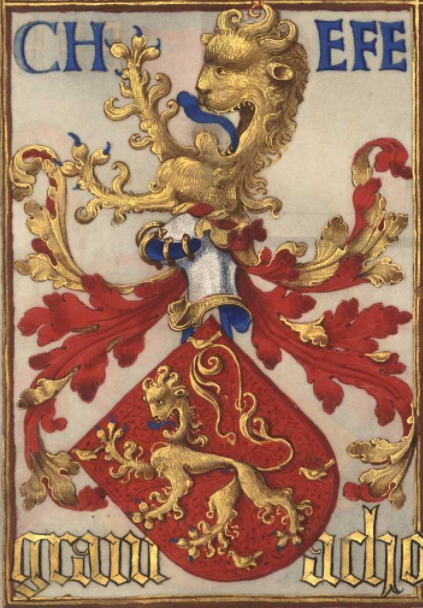
BRASÃO TIRADO DO Livro da Nobreza e Perfeição das Armas, "DOS REIS CRISTÃOS E NOBRES LINHAGENS DOS REINOS E SENHORIOS DE PORTUGAL", por ANTÓNIO GODINHO (escrivão de D. João III)

O apelido Gramacho ou Gramaxo que a mesma família usava as duas grafias, parece ser um sobrenome originário de Portugal, de uma família antiga oriunda do Alentejo, pois dizem que já existiam em Évora desde o tempo de D. Afonso III, mas pensa-se que os primeiros desta linhagem vieram da Nobreza do Reino de Leão e Castela, por que havia uma família Nobre do Reino de Leão e Castela muito respeitada, com um sobrenome e brasão similar com a grafia Gramajo, que segundo alguns autores antigos eram oriundos das vilas de Torrelobatón, Vega e Valdetronco, da província de Valladolid.
A diáspora do sobrenome, atualmente encontra-se em Portugal, Brasil e em muitos países ao redor do mundo.

## Origem
O primeiro membro desta família que se têm conhecimento em Portugal, foi no tempo de D. Pedro I de Portugal, em meados do século XIV, teve o título de Barão, Pedro Anes Gramaxo, foi ainda vassalo régio do Rei.
Teve um filho chamado Rui Lourenço Gramaxo. Este Rui Lourenço Gramaxo, teve como filhos, Fernão Gil Gramaxo que foi Almoxarife, e teve um Pedro Anes Gramaxo, mesmo nome de seu avô, este Pedro Anes Gramaxo, casou-se com Mor Afonso de Bulhão.
Pedro Anes Gramaxo e Mor Afonso de Bulhão, tiveram como filhos, Fernão Gil Gramaxo, que morou em Arraiolos no Alentejo, foi vassalo régio do Rei D. Afonso V, caçador do rei e administrador de uma capela.
E Jerónimo Martins Gramaxo, que foi Cônego da Sé de Silves, Catedral do Algarve, com Violante Marinha ou Marinho, tiveram os seguintes filhos legitimados pelo Rei de Portugal, documento esse escrito em uma carta de petição ao Rei.
1. João Gramaxo, nasceu por volta de 1455, e faleceu em Silves, sepultado na Sé desta cidade em campa com as armas dos Gramaxos, junto com sua mulher Ana Taborda. Foi Almoxarife de Silves por carta régia do Rei de Portugal, o seu túmulo de pedra ainda permanece hoje em dia na catedral, foi sepultado na mesma catedral onde foi sepultado, o Rei D. João II
2. Tomé Gramaxo
3. Bartolomeu Gramaxo
4. Margarida Gramaxo
João Gramaxo, renunciou o cargo de Almoxarife a 20 de Junho de 1502, e foi dado a mercê do oficio, a Sebastião Correia, Cavaleiro morador em Silves, que provavelmente era seu cunhado casado com a irmã do anterior,  Margarida Gramaxo que teve uma neta chamada Francisca Gramaxo, que deixou descendência conhecida em Lagoa.  , João Gramaxo e Ana Taborda tiveram uma capela própria na Sé denominada Capela dos Gramaxos, a capela de S.  Braz, mandada construir por João Gramaxo, Almoxarife de Silves, em local até agora desconhecido, ainda era uma das capelas e ermidas da freguesia de Silves, num total de oito, referidas pelo bispo D. António Pereira da Silva, no início do séc. XVIII: Nossa Senhora Mãe dos Homens, Santo Amaro, S. Luís, S. Braz, S. Pedro, S. Miguel, Santo Estêvão e Nossa Senhora dos Mártires.
A Jorge Gramaxo, foi dada a mercê de Almoxarife de Portimão, este provavelmente era filho de Tomé Gramaxo. 

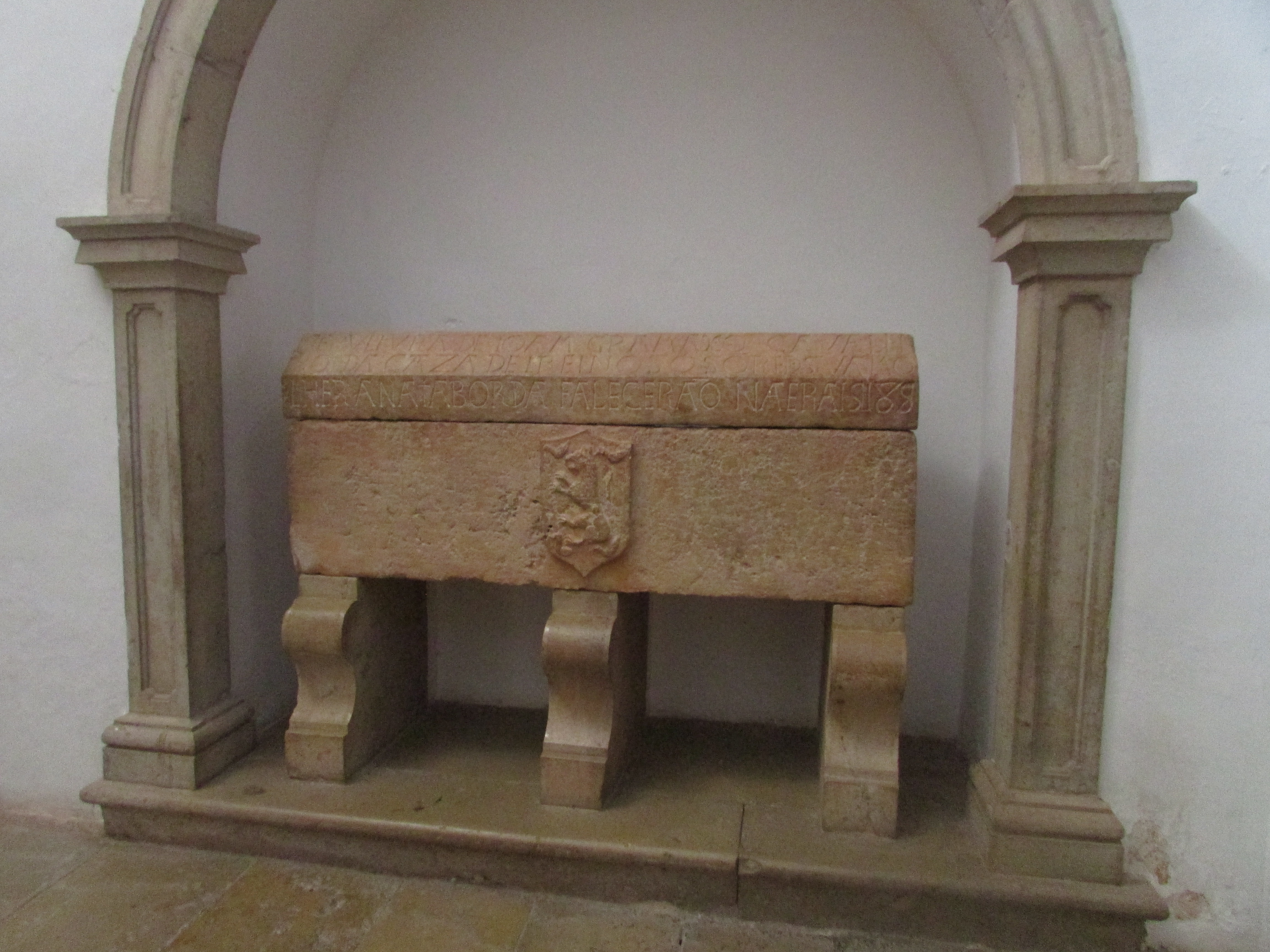
Túmulo de João Gramaxo, Almoxarife de Silves, e sua mulher Ana Taborda, o túmulo encontra-se na Sé de Silves

## História
Por finais do século XV, foram os Gramaxos dos primeiros povoadores da ilha da Madeira, através de Rui Gramaxo, que nasceu em Évora e era Fidalgo, estabeleceu-se em Santa Cruz (Madeira), seu filho Salvador Gramaxo no Funchal e na freguesia de Gaula o Gonçalo Pires Gramaxo, onde ocuparam cargos de relevo político e social.
Em 16 Fevereiro de 1554 é concedida uma nova Carta de Armas a Diogo Jacome Gramaxo, morador em Alcácer do Sal, sobrinho do anterior Rui Gramaxo, estabelecido na Madeira.
Rumando também ao Sul, alguns Gramaxos partem do Algarve rumo a outros destinos, nomeadamente para as Índias de Castela, na América do Sul, onde se estabeleceram como importantes comerciantes, negociando com a Europa e Africa. È o caso de Jorge Fernandes Gramaxo, que foi viver para as Índias de Castela. 
O mais rico e influente comerciante em Cartagena das Índias, em 1620, era Jorge Fernandes Gramaxo, natural de Vila Nova de Portimão, Reino do Algarve. Emigrante nos domínios castelhanos nas Índias Ocidentais, onde beneficiou da proteção das mais elevadas instâncias de poder da Monarquia Espanhola.
Hábil na gestão dos negócios ao longo de três décadas, construiu uma sólida fortuna traduzida em créditos, edifícios, estâncias e fragatas.
Em 1595, o capitão Jorge Gramaxo havia preparado duas fragatas à sua custa, com sessenta arcabuzeiros e mosqueteiros, e com elas esteve no Puerto de la Caleta, por ordem do governador para proteger a entrada da cidade do ataque do corsário Inglês Francis Drake

Lápide com o Brasão de Armas de Jorge Fernandes Gramaxo, Convento de S.Diogo, Cartagena das Índias, 1608

## Armas
De vermelho, um leão de ouro, armado e lampassado de azul, acantonado de quatro pássaros de ouro. Timbre: o leão do escudo sainte, rematado por uma merleta de vermelho.
No Livro "Pedatura Lusitana" do genealogista, Alão de Morais, dão-lhes as seguintes armas que se seguem na imagem tirada do livro.

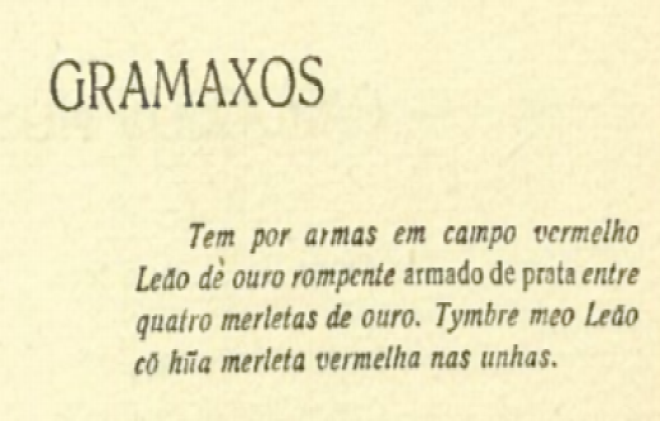
Armas dos Gramaxos

.